# Зімрі-Лім
Зімрі-Лім — правитель Марі приблизно в 1774 — 1759 роках до н.е. Син (племінник, що проголосив себе сином) Яхдун-Ліма. Зімрі-Лім походив із аморейського племені бінсімалітів.

## Правління

### Повернення трону Марі
Після захоплення Марі Шамші-Ададом I Зімрі-Лім втік до царства Ямхад, яке було ворожим до нового правителя. Цар Ямхаду Ярім-Лім I тепло зустрів його та навіть видав за нього свою доньку Шібту та надав у володіння місто Алахтум. У Марі почав правити молодший син Шамші-Адада Ясмах-Адад. Смерть Шамші-Адада в 1775 році до н. е. стала початком періоду великих міжусобиць. Уже в останні роки життя Шамші-Адада в різних областях царства дуже часто спалахували заколоти, але Шамші-Ададу та його синам завжди вдавалося їх придушити. На цей раз ситуація виявилася вкрай важкою: всі царства, колись захоплені цим царем, скористалися моментом для того, щоб повернути незалежність. Претенденти на трон, які здебільшого перебували у вигнанні, стали повертатися в свої столиці. І першим був Зімрі-Лім, який за підтримки свого тестя Ярім-Ліма спочатку спустився долиною Євфрата й завоював Туттуль. Кілька місяців потому він увійшов у Марі, поспішно залишене Ясмах-Ададом.

### Марі та Вавилон
Шамші-Адад I і вавилонський цар Хаммурапі були союзниками. Відомо, що вони обоє намагалися захопити Рапікум і Малгіум. Оскільки Зімрі-Лім був одним з перших, хто розпочав руйнування спадщини Шамші-Адада, відносини між вавилонським государем і новим царем Марі почалися доволі прохолодно.
Хаммурапі та Зімрі-Лім вступили в переговори в кінці першого року правління останнього. Йшлося про те, щоб врегулювати питання про місто-державу Курда, досить важливе царство, яке розташовувалось на південь від нагір'я Синджар. Один із претендентів на трон Курда в той час перебував у Вавилоні. Зімрі-Лім прагнув допомогти йому, забезпечивши підтримку з боку Хаммурапі. Відповідно до традиції, за якою від нового правителя очікувалася особлива повага до старших царів, які давно правили, Зімрі-Лім у своєму листі звертається до Хаммурапі як до «батька», а себе називає його «сином». Але це була лише тимчасова поступка: згодом Зімрі-Лім завжди вважав себе рівним царю Вавилона та згідно з дипломатичними умовностями тієї епохи називав себе його «братом».

### Конфлікт з бін'ямінітами

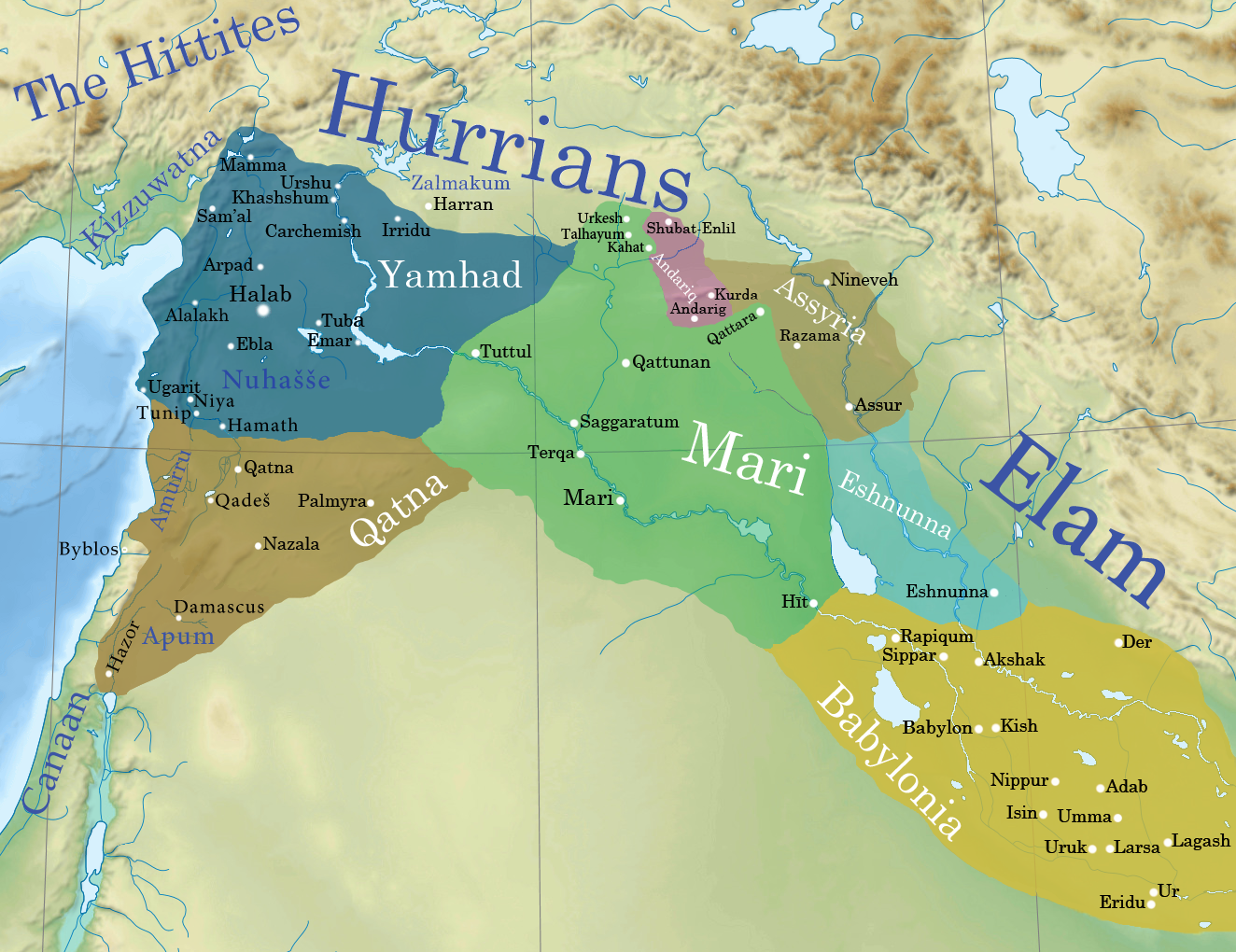
Держава Марі та сусідні країни

Кінець першого та початок другого року правління Зімрі-Ліма були пов'язані з важким внутрішнім етнічним конфліктом. Зімрі-Лім, що належав до племені бінсімалітів, почав конфлікт з бін'ямінськими вождями та переміг їх. У долині Євфрату запанував мир, а Зімрі-Лім почав новий похід у верхів'я Хабура: спочатку він захопив Кахат, а потім Ашлакку.

### Марі та Ешнунна
Незабаром після воцаріння Зімрі-Ліма стосунки між Ешнунною та Марі стали більш напруженими, оскільки постало питання про те, кому належить область Сухум, що розташовувалася між Ана та Рапікумом. Цар Ешнунни вважав, що вона повинна повернуться до нього, й запропонував Зімрі-Ліму відновити союзну угоду, яка існувала між Ешнунною та Марі в період правління його батька. Відповідно до його пропозиції, кордон варто було зафіксувати за 90 км вниз за течією Єфрата від Марі. Зімрі-Лім відмовився, надавши перевагу зв'язкам з державами Західної Сирії, особливо з царем Ямхада Ярім-Лімом I, який допоміг йому зайняти престол. З ним і був укладений політичний союз з дотриманням усіх належних формальностей. Невідомо, яким способом було врегульовано питання про статус міст Ана та Рапікуму, однак через три місяці весь регіон був приєднаний до царства Марі.
У Марі Зімрі-Лім побудував чудовий палац, подивитися на який приїжджали навіть із сусідніх держав. Цей палац займав площу понад 2,5 га, налічував понад 260 приміщень, стіни були до 5 метрів у висоту. У палаці знайдений величезний архів клинописних документів шумерською, аккадською та хуритською мовами.

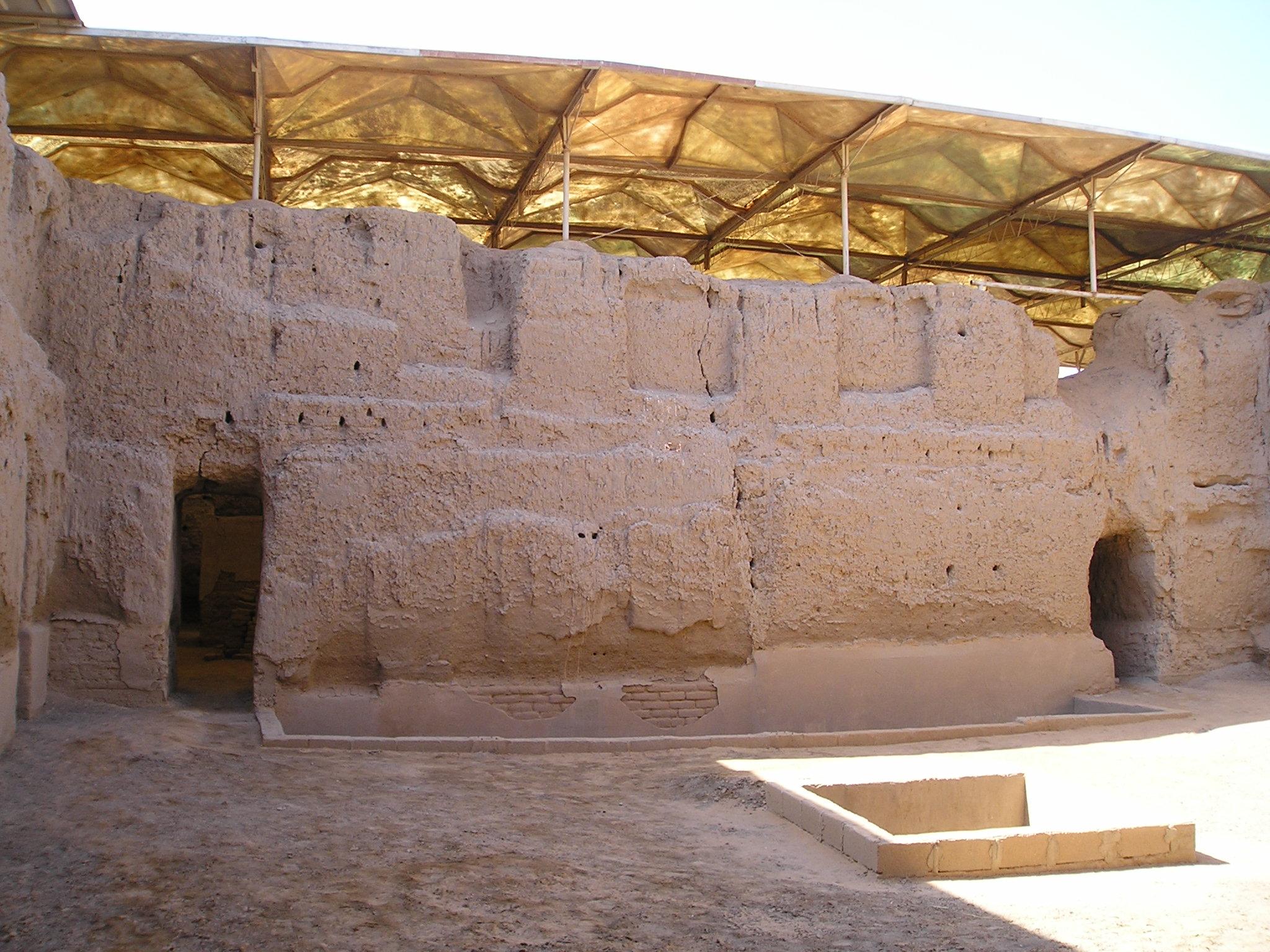
Палац Зімрі-Ліма

Як союзник вавилонського царя Хаммурапі Зімрі-Лім допомагав йому у війні з Малгіумом, Ешнунною та Еламом (бл. 1764 р. до н.е.) і разом з ним захопив Ларсу (бл. 1762 р. до н.е.). Під час правління Зімрі-Ліма все повернулося до норми, характерної для держав початку 2-го тисячоліття до н.е. У всіх своїх діях він координувався з органами громадського самоврядування й зустрічав опір своїх громадян, частіше пасивний, а іноді активний. Міста, мабуть, розглядали відновлення своїх прав як зняття з них обтяжливих обов'язків перед центральною владою. Царські управителі були не в змозі забезпечити великі громадські роботи, й зрошувальна система міста виявилася в катастрофічному становищі. Столиці держави загрожував голод.
Найменш керованими стали скотарські племена. Племена бін-яміни не приходили ні на жнива в Терку, ні на інші роботи; ханейці (одне з аморейських племен), колишня опора війська Шамші-Адада, взагалі пішли з палацу, бо цар дозволив давати їм за роботу тільки по 100 сила (75 л) ячменю. Вівчарські племена, що колись жили в Терку, пішли до верхів'їв Хабура, ухиляючись від трудової повинності.

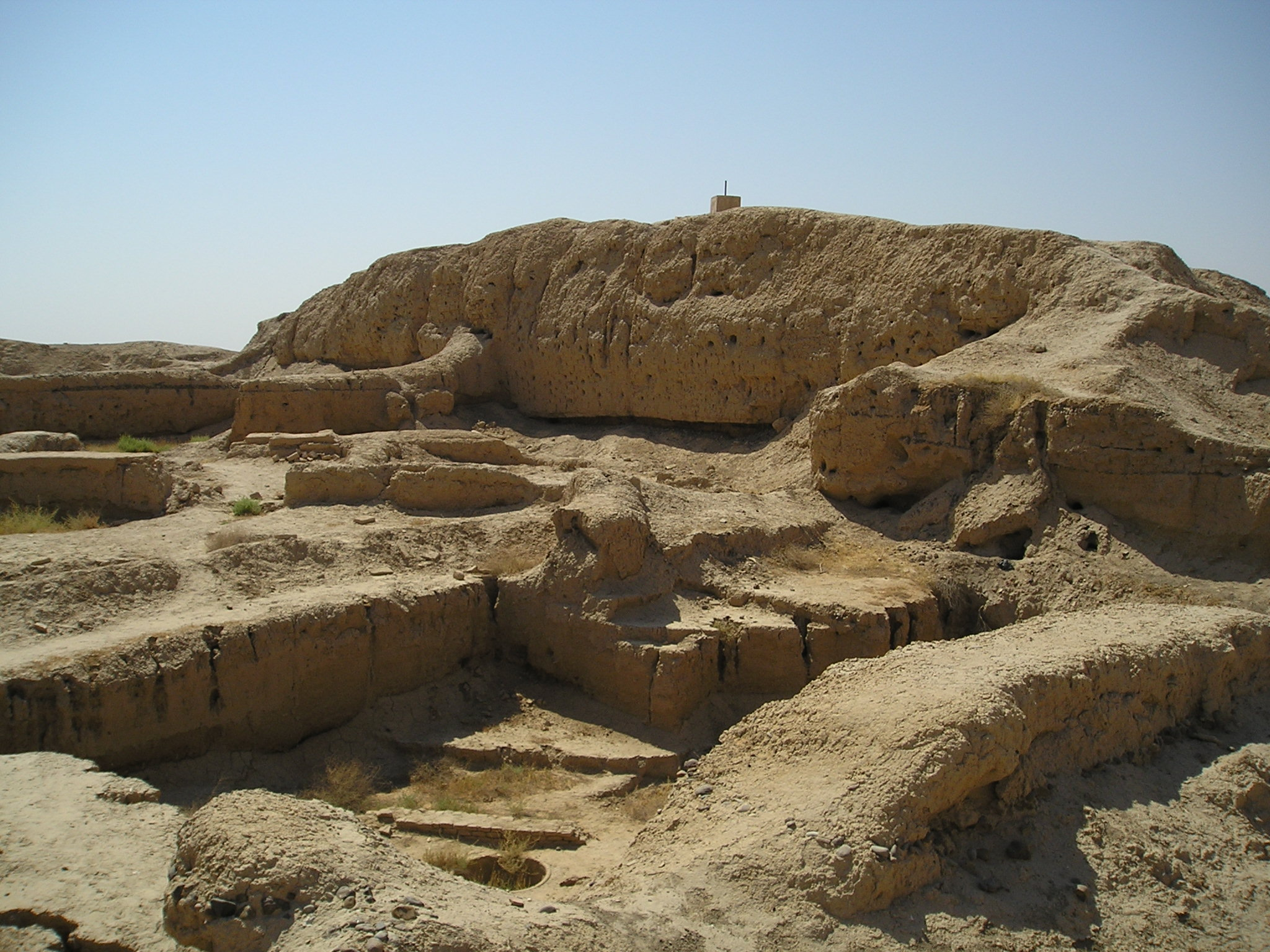
Зиккурат в Марі

Тим часом Ярім-Лім I, цар Ямхаду й тесть Зімрі-Ліма, з незрозумілих причин затримав надсилання зерна в Марі й там почався голод. Хаммурапі запропонував у якості допомоги надати 50 тис. в'юків зерна, тобто близько 4000 тонн. Але, мабуть, прийняття цієї допомоги робило б Марі в залежним від Вавилона, й Зімрі-Лім відмовився від неї. Оскільки «мирне» підпорядкування не вдалося, Хаммурапі перейшов до військових дій. Союзників у Марі не було, крім далекого Еламу, який суттєвої допомоги надати не зміг. Щоправда, Зімрі-Лім зміг зібрати 30-ти тисячне військо, володіючи лише територією по Середньому Євфрату (тобто в півтора рази більше воїнів, ніж виставив Шамші-Адад I у найважливішому своєму поході на Ямхад, у якому, до того ж, мало брати участь 6 тисячне військо Ешнунни). Але військо Зімрі-Ліма не було відбірним, на участь воїнів у поході була потрібна згода народних зборів громад.
У 1761 році до н.е. Хаммурапі розгромив Зімрі-Ліма та підкорив Марі. Мабуть, він залишив на престолі Зімрі-Ліма, та вже тільки як свого намісника. Але незабаром Зімрі-Лім підняв заколот проти Хаммурапі, що змусило останнього знову взяти місто Марі, вщент зруйнувати його стіни й спалити палац Зімрі-Ліма (бл. 1759 року до н.е.). Ймовірно, Зімрі-Лім був страчений.